# NGC 6473
NGC 6473 é um asterismo composto de três estrelas na direção da constelação de Dragão. Foi descoberto pelo astrônomo americano Lewis Swift em 1886.